# Bocaiuva do Sul
Bocaiuva do Sul – miasto i gmina w Brazylii, w stanie Parana. Znajduje się w mezoregionie Metropolitana de Curitiba i mikroregionie Curitiba.